# Vítor de Gauna
Vítor de Gauna o Vítor Labrador (San Bitor en euskera) fue un supuesto santo anacoreta alavés. 

## Historia
Muy poco se conoce sobre su vida, pudiendo esta ser legendaria y estar confundida con las tradiciones de otros santos. Según la tradición más extendida, fue un labrador de la aldea alavesa de Elorriaga (o de Mendoza en el País Vasco, España, según otras tradiciones),que se retiró en la antigua ermita de San Bernabé, cercana a la localidad de Gauna (actual Monte San Vítor) para rendir culto a Dios. Vítor vivió en santidad en dicho lugar hasta su muerte.
El primer documento que se habla de San Vitor es del año 1049. se trata de una carta de donación por la que el magnate Munio Tellez ofrece al Monasterio de San Millán de la cogolla el pueblo de Gázeta y el Monasterio de Ezquibal, situado -dice el documento- cerca de San Vitor: "qui est situm juxta Sancti Victoris".

## Culto a San Vítor
Existen noticias sobre el culto a este santo en Álava desde mediados del siglo XI.Posee una ermita de su advocación en la localidad de Gauna, cerca del lugar donde supuestamente vivió. En 1587 se encontró el supuesto cuerpo incorrupto del santo, conservándose desde entonces su cráneo en un relicario de plata barroco de principios de siglo XVII.Los demás huesos se hallan guardados debajo de la mesa del altar mayor. Se suele filtrar agua por el cráneo del santo para bendecir los campos y curar las enfermedades de la cabeza. La devoción por este santo se extiende por toda la tierra de Álava, Guipúzcoa, Vizcaya, Navarra y Logroño. El Deportivo Alavés lo eligió como su patrono el 24 de junio de 1924.

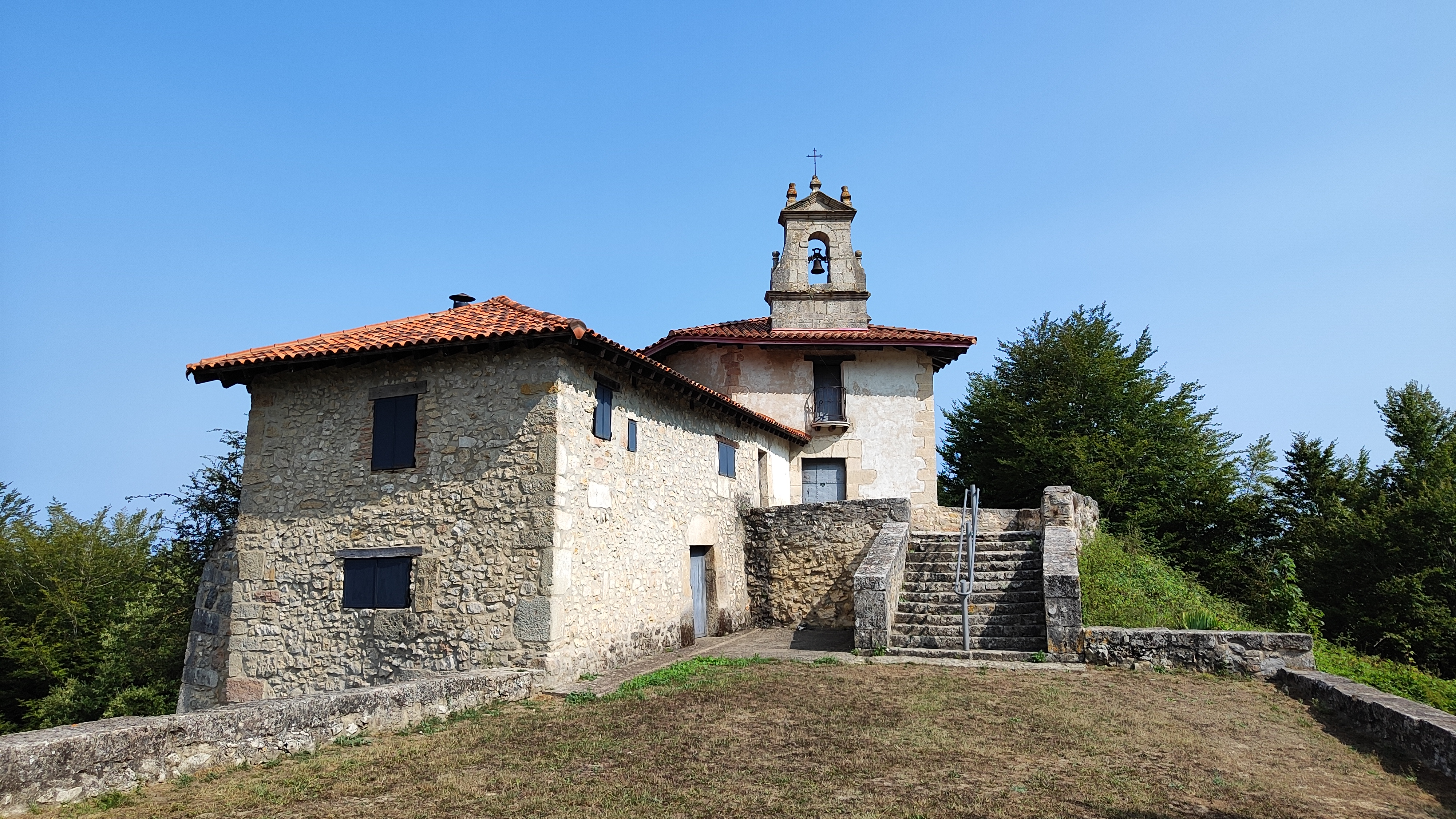
Ermita de San Vítor

Cerca de la ermita está la "fuente de la herradura", así llamada por adoptar la forma de la herradura, y por haberla hecho -dicen- una de las caballerías de San Vitor, que al golpear con el casco la dura peña, sacó agua.
Su festivididad se celebra el 12 de junio. Antiguamente también se subía los días de San Marcos y de San Juan Bautista. La actual cofradía ha señalado también el día de Ntra. Sra. de la Consolación, además del primer lunes de septiembre en fiesta de acción de gracias y de sufragio por los cofrades difuntos. El primer sábado de septiembre se celebra el día de la cofradía con una romería a su ermita.

## La cofradía
Un documento notarial fechado en Alegría en 23 de abril de 1758 dice que "se había renovado la Cofradía que antiguamente se hallaba fundada en dha. Ermita con el título del Santo". La cofradía se restaura en 1758 y vuelve a renovarse siglo y medio más tarde, en el año 1897 con la modificación de unir en ella las devociones de San Isidro y San Vitor siguiendo hasta nuestros días.